# Circuit du Morbihan
Le Circuit du Morbihan est une course cycliste qui se déroule dans le département du Morbihan en France. Créé en 1930, il s'est disputé soit par étapes soit sur une seule journée. La première édition ne dura qu'un seul jour. Le Circuit du Morbihan connu une périodicité aléatoire, après la Seconde Guerre mondiale. Son organisation ne reprend qu'en 1950 et s'interrompt en 1955. Il reprend place dans le calendrier en 1958.
Ouvert aux coureurs professionnels jusqu'en 1956, il est réservé aux coureurs amateurs et "indépendants" de 1958 à 1963. Il reprend les professionnels dans son giron de 1964 à 1967 sous l'appellation de Tour du Morbihan, qu'il avait depuis 1958. Non disputé en 1968, il l'est en 1969, dernière édition de la course « pro ». L'épreuve refait son apparition au calendrier amateur, en 1975. Elle est désormais inscrite au calendrier national de la Fédération française de cyclisme.
Entre 1931 et 1939, la course a lieu en avril-mai, en deux étapes, excepté l'année 1934.
Un Circuit du Morbihan féminin a également existé entre 1985 et 1991.

## Les derniers «Tour du Morbihan pro»
- Les dates de la course la placent au mois d'août, environ 15 jours avant le Championnat du monde
- En 1965, les trois étapes du Tour du Morbihan (570 kilomètres de parcours) n'ont qu'un seul vainqueur, Guy Ignolin.
- Les parcours les plus longs ont été courus en 1966 et 1967, en quatre jours. L'édition de l'année 1966, remportée par Eddy Merckx est longue de 752 kilomètres. Eddy Merckx est vainqueur de deux étapes (sur 4). Jean Arzé et le vendéen Roland Berland remportent les deux autres. Second de la course, Raymond Delisle est un des coéquipiers du vainqueur. L'année suivante ce sont 800 kilomètres de route qui sont au programme.
- La course de 1969 replace le Tour du Morbihan au printemps, à la fin du mois de mai.

## Palmarès de la course
| Année               | Vainqueur              | Deuxième             | Troisième            |
| ------------------- | ---------------------- | -------------------- | -------------------- |
| Circuit du Morbihan |                        |                      |                      |
| 1930                | Joseph Demuysere       | Hector Martin        | Émile Joly           |
| 1931 (2 jours)      | Frans Bonduel          | Gaston Rebry         | Nicolas Frantz       |
| 1932 (2 jours)      | Alfons Schepers        | Jean Aerts           | Émile Joly           |
| 1933 (2 jours)      | Roger Lapébie          | Léon Louyet          | Georges Speicher     |
| 1934                | Louis Hardiquest       | Romain Gijssels      | Jean Bidot           |
| 1935 (2 jours)      | René Le Grevès         | Pierre Cloarec       | Joseph Moerenhout    |
| 1936 (2 jours)      | Cyriel Van Overberghe  | René Le Grevès       | Frans Bonduel        |
| 1937 (2 jours)      | Robert Wierinckx       | Adolphe Braeckeweldt | Gaspard Rinaldi      |
| 1938 (2 jours)      | Pierre Cloarec         | Sylvain Grysolle     | Robert Tanneveau     |
| 1939 (2 jours)      | Sylvère Maes           | Armand Le Moal       | Lucien Vlaemynck     |
| 1940-1949           | Course non organisée   | Course non organisée | Course non organisée |
| 1950                | Joseph Tacca           | Robert Desbats       | Éloi Tassin          |
| 1951                | Jean Baldassari        | Pierre Molinéris     | Marcel Dussault      |
| 1952                | Albert Dolhats         | Jacques Dupont       | Édouard Muller       |
| 1953                | Jean Bobet             | Eugène Telotte       | Stanislas Bober      |
| 1954                | Jean Guéguen           | Robert Desbats       | Jacques Dupont       |
| 1955 (2 jours)      | Jean-Marie Cieleska    | René Privat          | Fernand Picot        |
| 1956-1957           | Course non organisée   | Course non organisée | Course non organisée |
| 1958 (2 jours)      | Bernard Glais          | Max Bleneau          | Minter               |
| 1959 (2 jours)      | Joseph Auré            | Max Bléneau          | Albert Bastard       |
| 1960 (2 jours)      | Georges Groussard      | Jean-Claude Morio    | Joseph Auré          |
| 1961 3 jours        | Marcel Flochlay        | Le Gallic            | Jean-Yves Trolez     |
| 1962 (3 jours)      | José Antonio Momeñe    | Jorge Nicolau        | Gislard              |
| Tour du Morbihan    |                        |                      |                      |
| 1963 (2 jours)      | Jean Dupont            | Georges Groussard    | Manuel Manzano       |
| 1964 2 jours        | Seamus Elliott         | François Hamon       | Raymond Mastrotto    |
| 1965 (3 jours)      | Guy Ignolin            | Raymond Delisle      | Seamus Elliott       |
| 1966 (4 jours)      | Eddy Merckx            | Raymond Delisle      | Georges Groussard    |
| 1967 (4 jours)      | Bernard Guyot          | Guy Ignolin          | Jean Dumont          |
| 1968                | Pas de course          | Pas de course        | Pas de course        |
| 1969                | Jean-Paul Maho         | Willy Planckaert     | Jean-Pierre Genet    |
| 1970-1974           | Pas de course          | Pas de course        | Pas de course        |
| Circuit du Morbihan |                        |                      |                      |
| 1975                | Alain Meslet           | Thierry Barraut      | Jacques Botherel     |
| 1976                | Guilloux               | Guy Patissier        | Jean-Paul Maho       |
| 1977                | Alain Huby             | Michel Lesourd       | Claude Buchon        |
| 1978                | Michel Lesourd         | Alain Nogues         | Marcel Letort        |
| 1979                | Bruno Roussel          | Christian Ardouin    | Roland Gaucher       |
| 1980                | Hubert Graignic        | Patrick Stéphan      | Claude Buchon        |
| 1981                | Jean-Luc Rivolaen      | Samuel Rocher        | Philippe Tranvaux    |
| 1982                | Serge Coquelin         | Loïc Le Flohic       | Jacques Le Boulch    |
| 1983                | Bernard Pineau         | Dominique Le Bon     | Paul Quentel         |
| 1984                | Jean Guérin            | Jean-Pierre Malléjac | Loïc Le Flohic       |
| 1985                | Marc Le Bot            | Dominique Le Bon     | Pascal Lino          |
| 1986                | Dominique Le Bon       | Pascal Campion       | Roger Tréhin         |
| 1987                | Philippe Nicolas       | Pascal Lino          | Frédéric Gallerne    |
| 1988                | Dominique Le Bon       | Christophe Le Bars   | Jean-Luc Moreul      |
| 1989                | Roger Tréhin           | Dominique Le Bon     | Marc Meilleur        |
| 1990                | Pierre Le Bigaut       | Denis Leproux        | Dominique Le Bon     |
| 1991                | Raymond Gaugain        | Michel Lallouët      | Dominique Le Bon     |
| 1992                | Camille Coualan        | Pascal Basset        | Erwan Jan            |
| 1993                | Jean-Jacques Henry     | Rodolphe Henry       | Patrick Stéphan      |
| 1994                | Franck Trotel          | Frédéric Guesdon     | Stéphane Galbois     |
| 1995                | Philippe Le Barbier    | Gildas Le Pessec     | Stéphane Bauchaud    |
| 1996                | Pierre-Henri Menthéour | Dominique Rault      | Mickaël Boulet       |
| 1997                | Frédéric Delalande     | Serge Oger           | Philippe Bresset     |
| 1998                | annulée                | annulée              | annulée              |
| 1999                | David Berthou          | Stéphane Conan       | Cyrille Prisé        |
| 2000                | Franck Laurance        | Cédric Hervé         | Sébastien Bordes     |
| 2001                | Stéphane Pétilleau     | Frédéric Delalande   | Camille Bouquet      |
| 2002                | Lilian Jégou           | Loïc Herbreteau      | Benoît Vaugrenard    |
| 2003                | Benoît Legrix          | Sébastien Duret      | Manuel Michot        |
| 2004                | Dominique Rault        | Samuel Gicquel       | Cyrille Monnerais    |
| 2005                | Benoît Legrix          | Stéphane Conan       | Mickaël Leveau       |
| 2006                | David Le Lay           | Cédric Hervé         | Jean-François Jégou  |
| 2007                | Guillaume Le Floch     | Frédéric Lubach      | Piotr Zieliński      |
| 2008                | Julien Fouchard        | Guillaume Le Floch   | Guillaume Malle      |
| 2009                | Cyrille Monnerais      | Laurent Pichon       | Cédric Hervé         |
| 2010                | Yann Guyot             | Christophe Laborie   | Alexandre Lemair     |
| 2011                | Maxime Renault         | Maxime Daniel        | Mickael Olejnik      |
| 2012                | Olivier Le Gac         | Warren Barguil       | Emmanuel Kéo         |
| 2013                | Mickael Olejnik        | Fabien Le Coguic     | Ronan Tassel         |
| 2014                | Mickael Olejnik        | Maxime Cam           | Élie Gesbert         |
| 2015                | Yannis Yssaad          | Matthieu Gaultier    | David Chopin         |
| 2016                | Justin Mottier         | Valentin Madouas     | Matthieu Gaultier    |
| 2017                | Adrien Garel           | Maxime Renault       | Matthieu Gaultier    |
| 2018                | Alan Riou              | Julien Guay          | Jean-Louis Le Ny     |
| 2019                | Damien Poisson         | Maxime Rio           | Jérôme Le Breton     |
| 2020-2021           | annulée                | annulée              | annulée              |
| 2022                | Jean-Louis Le Ny       | Stefan Bennett       | Mickaël Guichard     |
| 2023                | Mickaël Guichard       | Florian Dauphin      | Pierre Thierry       |
| 2024                | Jean-Louis Le Ny       | Mickaël Guichard     | Jonas Geens          |
| 2025                | Ludovic Morice         | Hugo Tanguy          | Tom Mainguenaud      |